# Весоая
Весоая (рум. Văsoaia) — село у повіті Арад в Румунії. Входить до складу комуни Кісіндія.
Село розташоване на відстані 374 км на північний захід від Бухареста, 58 км на схід від Арада, 131 км на південний захід від Клуж-Напоки, 84 км на північний схід від Тімішоари.

## Населення
За даними перепису населення 2002 року у селі проживали 90 осіб, з них 89 осіб (98,9%) румунів. Усі жителі села рідною мовою назвали румунську.